# 達勒姆教區
聖公會達勒姆教區（英語：Diocese of Durham）是英格蘭教會約克教省下面的一個教區。9世紀末10世紀初從林迪斯法恩遷至達勒姆。1075年至1836年达勒姆主教同時也是采邑主教。
轄區包括達勒姆郡，座堂是達勒姆座堂，主教府位於畢曉普奧克蘭的奧克蘭堡。現任主教為猶斯定·威爾比。下分一個副主教區、三個會吏長區及會吏區若干，管理249個堂區。